# Running Gag
Ein Running Gag ist ein wiederkehrendes Element der Komik und des Humors. Ein Witz oder eine Anspielung wird mehrmals wiederholt, oft auch in abgewandelter Form.
Running Gags können figurgebunden oder kontextgebunden sein, das heißt, sie werden von derselben Person ausgeführt bzw. ausgesprochen oder sie werden eingebettet in gleiche bzw. vergleichbare Situationen. Es besteht jedoch die Gefahr, dass die Wiederholung langweilig wird bzw. an Originalität verliert. Viele Gags werden in Variationen dargestellt, beispielsweise indem Richard Lugner in Wir sind Kaiser immer in verschiedenen Verkleidungen dargestellt wird, oder die kaputte Türklingel in der Bill-Cosby-Show immer einen überraschend neuen Ton von sich gibt. Das Kieler Lexikon der Filmbegriffe liefert folgende Definition: „Der Begriff kommt aus dem Vaudeville und bedeutet so viel wie ein Witz, den man ständig in immer neuen Variationen wiederholt.“

## Beispiele
Bekannte Beispiele sind:
- Dinner for One, ein Kurzfilm, der von mehreren Running Gags lebt und getragen wird.[3]
- In Rowan Atkinsons Mr. Bean wird regelmäßig ein hellblauer Reliant Regal von Mr. Bean umgekippt oder von der Straße gedrängt.
- In fast allen Teilen der Police-Academy-Filmreihe geraten die Antagonisten in einen Schwulenclub namens „The Blue Oyster“ und werden zum Tanzen genötigt.
- Asterix-Comics enthalten viele Running Gags (Obelix: „Ich bin nicht dick!“ oder auch "Die spinnen, die …", Schlägereien wegen der zweifelhaften Qualität von Verleihnix' Fischen, das Versenken des Piratenschiffes in fast jedem Band).
- Die Ärzte in Star Trek weisen oft darauf hin, dass sie Ärzte seien und nicht etwas anderes: „Ich bin Arzt und kein …“.
- In allen Star-Wars-Filmen und -Serien kommt in irgendeiner Variation der Satz „Ich hab' da ein ganz mieses Gefühl …“ (im Original: „I’ve got a bad feeling about this…“) vor.[4]
- Sheldon Cooper aus der Serie The Big Bang Theory besteht pedantisch auf „seinem“ Platz auf der Couch in seiner Wohnung.
- Die Serie Die Simpsons wird von diversen Running Gags getragen, angefangen bei den Tafelsprüchen von Bart zu Beginn jeder Episode, dem Umstand, dass Mr. Burns ständig Homers Namen vergisst, bis hin zu den Standardsprüchen, die viele wiederkehrende Charaktere haben.
- Auch Alf enthält eine Reihe von Running Gags; so enthält fast jede Folge Anspielungen auf Katzen als Alfs Lieblingsspeise oder als Grundnahrungsmittel auf Melmac, oder die Aufforderung an Alf, sich zu verstecken, wenn unangekündigter Besuch erscheint (Standardsatz: „Alf! Schnell in die Küche!“)
- Ein Soundeffekt, bei dem jemand „My leg!“ ruft, wird bei SpongeBob Schwammkopf oft eingespielt, wenn jemand einen Unfall hat oder sich verletzt. Diesem Running Gag wurde mit Episode 231 eine eigene Folge gewidmet.
- Bis zur fünften Staffel von South Park kommt in fast jeder Folge Kenny zu Tode, oft begleitet von dem Ausruf „Oh mein Gott! Sie haben Kenny getötet!“ – „Ihr Schweine!“ („Oh my God! They killed Kenny!“ – „You bastards!“).
- In nahezu jeder Folge von Ein Herz und eine Seele kommen Running Gags vor. So wird oft auf Alfreds geringe Körpergröße angespielt oder von Frau Surbier gesprochen, was Alfred zu cholerischen Reaktionen verleitet, auch wenn sie selbst nie auf der Bildfläche erscheint.
- Ein Soundeffekt, bei dem jemand „Mein Auto!“ (im Original: „My car!“) ruft, wird in Die Pinguine aus Madagascar häufig eingespielt, wenn ein Gegenstand (für gewöhnlich Sprengstoff kurz vor der Explosion) aus dem Bild geschleudert wird.
- In der Satiresendung heute-show wird der AfD-Politiker Björn Höcke konsequent als „Bernd“ bezeichnet.
- Drei anstelle von Toilettenpapier in Toiletten ausliegenden Muschelschalen im Film Demolition Man.
- In den Wilsberg-Krimis taucht immer irgendwo die Stadt Bielefeld auf: bspw. als Nachname, auf einem Hinweisschild oder als Bezug auf die gleichnamige Stadt.
- In der britischen Autosendung Top Gear versucht Co-Moderator James May regelmäßig erfolglos, jegliche Gesprächsthemen auf den Dacia Sandero zu lenken.